# Movistar Open 1995
Il Movistar Open 1995 è stato un torneo di tennis giocato sulla terra rossa. È stata la 3ª edizione del torneo, che fa parte della categoria ATP World Series nell'ambito dell'ATP Tour 1995.Si è giocato a Santiago in Cile dal 23 al 30 ottobre 1995.

## Campioni

### Singolare maschile
Sláva Doseděl ha battuto in finale  Marcelo Ríos con il punteggio di 7–6 (7-3), 6–3

### Doppio maschile
Jiří Novák /  David Rikl hanno battuto in finale  Shelby Cannon /  Francisco Montana con il punteggio di 6–4, 4–6, 6–1